# Урянхайский листоед
Урянхайский листоед (лат. Chrysolina urjanchaica) — жук из семейства Листоеды. Узкоареальный эндемик самых северных пустынно-степных центральноазиатских сообществ на правобережье Енисея в пределах Тувы.

## Описание
Жук длиной 6—8 мм. Форма тела удлиненноовальная со слабо округленными или почти параллельными боками надкрылий. Бока переднеспинки умеренно округлены. Бороздка, отделяющая боковые валики, в основании глубокая, в средней трети или в вершинной половине сглажена и разбита на ряд крупных глубоких точек.
Надкрылья без отчетливых точечных рядов, в более или менее равномерных и густых небольших точках.
Верх тела умеренно блестящий, черного цвета с тёмно-фиолетовым или темно-зеленым металлическим блеском; иногда окраска двухцветная — переднеспинка фиолетового цвета, надкрылья зелёные или бронзово-зелёные.

## Ареал и местообитания
Тува — правый берег Улуг-Хема (Верхнего Енисея) и междуречье Бий-Хема (Большого Енисея) и Каа-Хема (Малого Енисея) в их низовьях. Ареал вида ограничен сухими типами степей на правобережье Верхнего Енисея и в междуречье Большого и Малого Енисеев. Обитает в пустынных степях и каменистых полынных степи в 10 км восточнее Кызыла.

## Биология
Жуки встречаются с начала мая по середину августа на ксерофильных полукустарничками и под полынью светлой (Artemisia rutifolia). Питаются преимущественно по ночам, полынью. Личинки питаются на тех же растениях, что и имаго.

## Замечания по охране
Занесён в Красную книгу России (II категория сокращающийся в численности вид)